# Classe Dream
La classe Dream est une classe de trois navires de croisière commandée par la Carnival Cruise Line aux chantiers italiens Fincantieri de Trieste.

Elle est la classe des plus gros paquebots de croisières réalisée pour la Carnival Cruise Lines. 

Costa Croisières a aussi annoncé en août 2011 la commande d'une unité de la même classe, le Costa Diadema pour une livraison en octobre 2014. Cette unité sera construite par les chantiers italiens Fincantieri de Marghera. Cela sera pour Costa Croisières, comme pour Carnival Cruise Lines, la plus grande unité de la flotte.

## Les unités de la classe
- Carnival Dream - mis en service en  2009.
- Carnival Magic - mis en service en  2011.
- Carnival Breeze - mis en service en 2012.
- Costa Diadema - mise en service en novembre 2014.

## Construction
C'est une évolution de la classe Conquest et de la classe Concordia construite entre 2002 et 2012, elles-mêmes évolutions de la classe Destiny construite de 1996 à 2000.